# Gobierno General
Gobierno General (nombre completo: Gobierno General de los territorios polacos ocupados, en alemán: Generalgouvernement für die besetzten polnischen Gebiete) fue el nombre dado por la Alemania nazi a la autoridad que gobernó los territorios polacos ocupados tras la invasión de las fuerzas armadas alemanas (Wehrmacht) el 12 de octubre de 1939 y que siguieron bajo control alemán hasta aproximadamente el 18 de enero de 1945. El término también se usa para referirse al territorio administrado y controlado por el Gobierno General (de ahora en adelante bajo la abreviatura GG). Una traducción más exacta del término sería: Gobernación General. Dicha denominación fue elegida en conexión con la llamada Gobernación General de Varsovia, entidad civil creada por el Imperio álemán durante la Primera Guerra Mundial.

## Historia

### Creación del Gobierno General
Dos decretos de Hitler (8 y 12 de octubre de 1939) dividieron el área ocupada de Polonia en las siguientes unidades administrativas: 
- El Reichsgau de Wartheland (en principio Reichsgau Posen), que incluía la totalidad del voivodato de Poznań, la mayor parte del voivodato de Lodz, cinco distritos del voivodato de Pomerania, y una del de Varsovia;
- El Reichsgau Danzig-Westpreussen (inicialmente Reichsgau Westpreussen), que incluía el resto del voivodato de Pomerania;
- El Distrito de Ciechanow (Regierungsbezirk Zichenau) que contaba de las cinco distritos norteñas del voivodato de Varsovia (Plock, Plonsk, Sierpc, Ciechanow y Mlawa);
- El Distrito de Katowice (Regierungsbezirk Kattowitz) que incluía las distritos de Sosnowiec, Bedzin, Chrzanów, Zawiercie y partes de los distritos de Olkusz y Zywiec.

El área total de estos territorios, incorporados a Alemania, se extendía por 94 000 kilómetros cuadrados y su población rondaba los diez millones. De manera expresa Hitler estableció que la zona recibiera el nombre de Gobierno General (en alemán, Generalgouvernement), y debía omitirse toda referencia a Polonia, estimando que esta nación, a los ojos de Hitler, ya había desaparecido y jamás debía resurgir. 
El restante del territorio polaco fue el gobernado por el GG, que tuvo su capital en Cracovia y fue subdivido en cuatro distritos, Varsovia, Lublin, Radom, y Cracovia. El líder nazi Hans Frank fue designado gobernador general de los territorios ocupados el 26 de octubre de 1939. Tras el ataque alemán a la Unión Soviética en junio de 1941, Galitzia, antes parte de la República socialista soviética de Ucrania (RSS de Ucrania), fue incorporada al Gobierno General y se convirtió en su quinto distrito.

### El fin
A lo largo de 1944 la resistencia del Armia Krajowa causaba serios disturbios a los ocupantes alemanes, matando oficiales nazis y colaboradores casi a diario, pese a las atroces represalias de las SS y la Gestapo. Tras la derrota del Alzamiento de Varsovia y con el avance de los soviéticos sobre Polonia a fines de 1944 el Gobierno General colapsó. Hans Frank abandonó Cracovia en enero de 1945, y el 18 de enero el Ejército Rojo tomó Varsovia, entrando en Cracovia  en febrero. Ante ello la gran mayoría de Volksdeutsche debieron huir al oeste; incluso numerosos Reichsdeutsche (alemanes del Reich) llegados recientemente para colonizar tierras polacas debieron ser apresuradamente evacuados por las autoridades nazis en las primeras semanas de 1945, cuando el territorio polaco se convirtió en campo de batalla donde la debilitada Wehrmacht intentaba en vano detener las últimas ofensivas soviéticas. 
Hans Frank fue capturado por tropas estadounidenses el 3 de mayo de 1945 y juzgado en los juicios de Núremberg. Frank entregó cuarenta volúmenes de sus diarios al tribunal y abundante evidencia fue obtenida de allí contra él y otros líderes del gobierno nacionalsocialista. La sentencia final del 1 de octubre lo halló culpable de crímenes de guerra, crímenes contra la humanidad y designó como castigo la pena de muerte por la horca. Las autoridades polacas de posguerra ejecutaron también numerosas represalias contra los Volksdeutsche atrapados en las zonas polacas anexadas a Alemania, mientras las urbes de Lodz, Poznań, y Kielce recuperaban su población polaca.

## Gobierno y administración

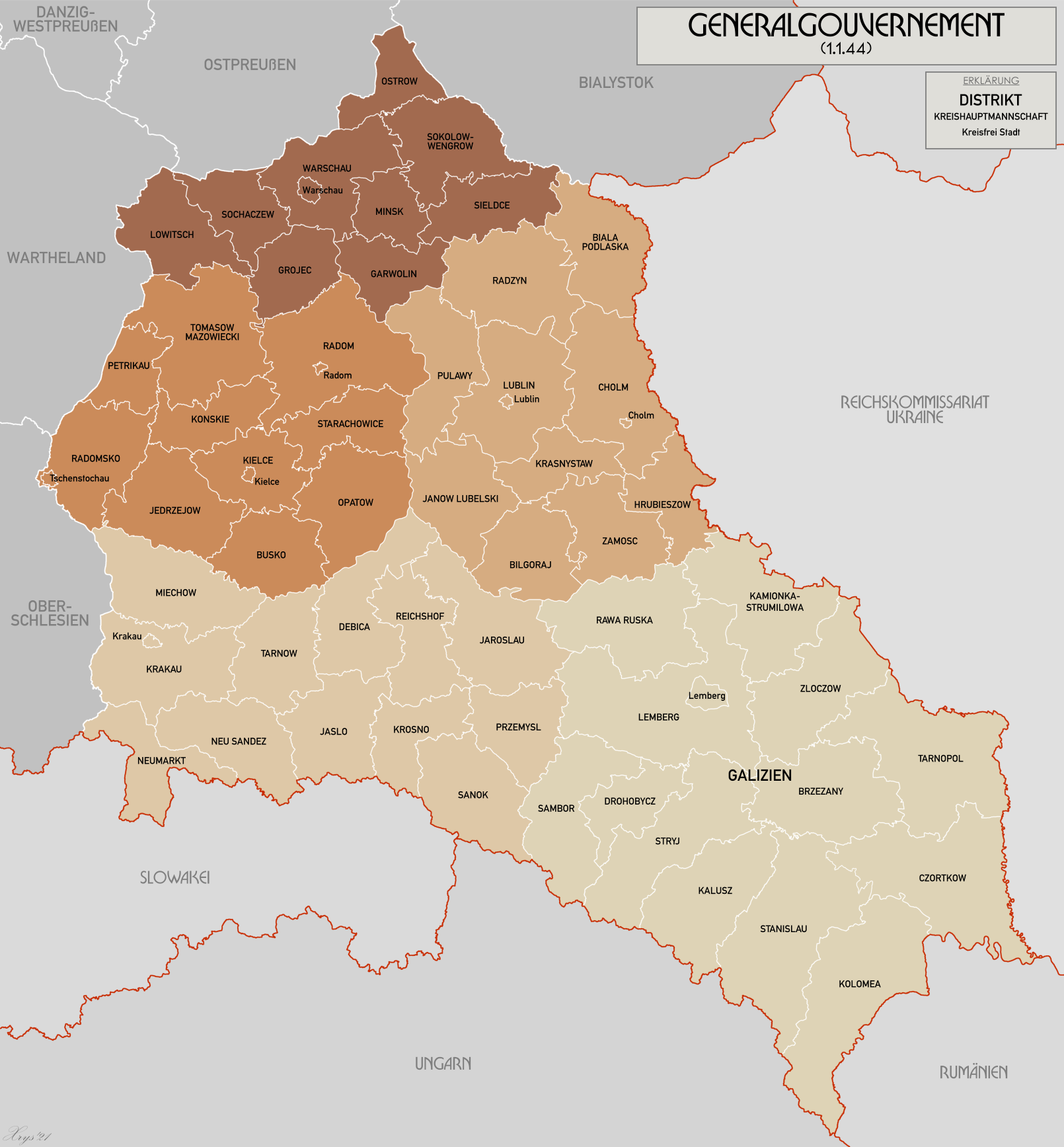
Mapa de la división administrativa del Gobierno General (1942).

### Orden administrativo
El Gobierno General era una división administrativa del Tercer Reich, donde las autoridades militares alemanas desempeñaban la jefatura de la administración, permitiendo la existencia de autoridades polacas (designadas por alemanes) solamente en los niveles más bajos de la administración local (alcaldes de aldeas o localidades de difícil acceso), pues nunca se convirtió en un gobierno títere polaco. Solamente quedaron a cargo de polacos las funciones para las cuales los alemanes no tenían personal disponible. De hecho se creó incluso en enero de 1940 una policía polaca con oficiales alemanes de la Gestapo, pero apenas alcanzó un máximo de 16,000 hombres para todo el GG, además de ser poco confiable para los alemanes, pues sus subordinados colaboraban habitualmente con la resistencia del Armia Krajowa.
Las instituciones educativas polacas fueron simplemente abolidas por la ocupación nazi: fueron suprimidas las universidades, los colegios secundarios, y las escuelas técnicas de todo tipo. Inclusive la educación básica infantil fue mantenida solamente con miras a la formación de trabajadores especializados, pretendiendo que los niños polacos fueran capacitados solamente para el trabajo al servicio de los ocupantes y quedaran ajenos a todo aprendizaje académico. La prensa polaca fue censurada por los nazis y utilizada para fines de propaganda, mientras que se prohibió toda edición de libros en idioma polaco, mientras la lengua alemana se convertía en idioma oficial administrativo y de gobierno; las demás instituciones culturales polacas (sociedades históricas, científicas, literarias, artísticas) fueron prohibidas.

### Orden económico
El 26 de octubre de 1939 los alemanes establecieron la Generaldirektion der Ostbahn (GEDOB), una entidad separada de la compañía ferroviaria estatal alemana Deutsche Reichsbahn (DR) y responsable de la administración de los ferrocarriles que existían en el territorio del Gobierno General. Esta nueva entidad tenía su sede en Varsovia.
El régimen económico implicó la incautación de industrias polacas por las autoridades alemanas, ya sea mediante simple expropiación o manteniendo al personal polaco al servicio del Tercer Reich. Las actividades comerciales quedaron reguladas directamente por el Ministerio de Finanzas del Reich y si bien algunas pequeñas empresas se mantuvieron para atender a las autoridades militares y los alemanes étnicos, quedaron sujetas al estricto control alemán en cuanto a elegir proveedores y mercados. Igualmente la agricultura quedó regulada por las autoridades nazis, tomando éstas enormes porciones de las cosechas anuales y destinándolas a Alemania. Esta medida generó una continua escasez de alimentos en el Gobierno General, en tanto la mayor parte de los productos agrícolas eran enviados a Alemania pese a que las raciones dadas a los polacos en el GG eran muy inferiores (600 calorías diarias en promedio en 1944) a las entregadas a los alemanes en el Reich (2500 calorías diarias en promedio en 1944).
A pesar de que en los primeros meses de la ocupación Hitler y Himmler analizaron la posibilidad de instalar un régimen títere de polacos proalemanes (a semejanza de lo realizado con los checos del Protectorado de Bohemia y Moravia), los nazis nunca encontraron un grupo medianamente significativo de polacos que secundase tal proyecto, por el contrario era evidente la hostilidad de todos los movimientos políticos polacos hacia el Tercer Reich. De hecho, el único apoyo real recibido por los nazis provenía de los polacos de origen étnico alemán: los Volksdeutsche, que habitaban regiones limítorfes con el Reich y que habían mantenido su idioma y costumbres, negándose a asimilarse a la sociedad polaca. No obstante, este grupo abarcaba apenas al 2 % de la población de Polonia, e inclusive numerosos alemanes étnicos rehusaron inscribirse como "ciudadanos del Reich" en las pesquisas realizadas a tal efecto por la SS.
Fuera de los Volksdeutsche, la ocupación nazi de Polonia halló la abierta hostilidad de la población nativa. Ante ello, los nazis rechazaron toda intención de que el Gobierno General se convirtiera en un "estado polaco" dentro de la futura Europa dominada por el Tercer Reich. Al advertir el unánime rechazo de los polacos hacia Alemania, Hitler expresó abiertamente su deseo que el GG fuese "una zona puramente alemana en quince o veinte años"; Himmler incluso proyectó que en dos décadas viviesen en el territorio del Gobierno General, en lugar de doce millones de polacos, cuatro o cinco millones de alemanes instalados "como colonos agrícolas que rodeasen los territorios ocupados por polacos". Estos últimos, considerados sub-humanos por la ideología racista nazi, serían exterminados por el hambre y las enfermedades derivados de una reducción terrible en su nivel de vida, los polacos sobrevivientes deberían mantenerse como trabajadores al servicio del Reich. 
En cumplimiento de estos planes, ya desde el otoño de 1939, polacos de otras regiones ocupadas por los nazis eran deportados hacia el territorio del GG, causando que el área se volviera un campo de concentración gigante para polacos obligados a trabajar como esclavos en las fábricas y campos de los alemanes. Grupos de industrias alemanas se establecieron en el Gobierno General, aprovechando a los polacos como mano de obra forzada, y las industrias propiamente polacas también fueron obligadas a operar bajo directrices germanas. 
Inclusive ciudades extensas como Lodz, Poznań, y Kielce fueron literalmente vaciadas de residentes polacos, quienes fueron expulsados en masa hacia el territorio del Gobierno General mientras su lugar era ocupado por Volksdeutsche o alemanes traídos del Reich; ambas urbes fueron rebautizadas con los nombres "puramente germánicos" de Littmanstadt, Posen, y Kieleg; otra finalidad buscada por los nazis era sobrepoblar el Gobierno General para lograr un empobrecimiento general de su población y conseguir así la extinción espontánea de los civiles. Solo consiguieron quedarse en estas zonas los polacos quienes fueran considerados útiles para el esfuerzo bélico alemán.

## Resistencia

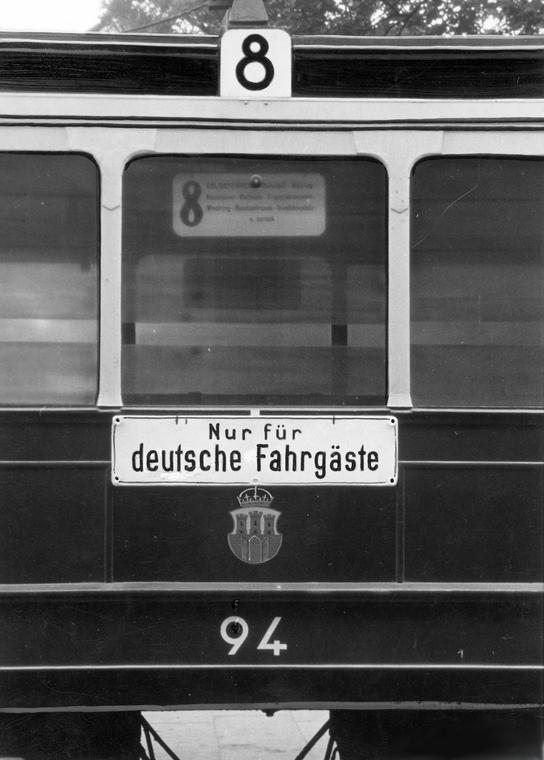
Tranvía en Cracovia, con la inscripción Nur für Deutsche (Sólo para alemanes).

Las acciones contra la ocupación se dieron casi desde el principio, siendo su expresión máxima el Ejército Nacional (en polaco: Armia Krajowa o AK) que era leal al gobierno polaco en el exilio en Londres. Los integrantes de la resistencia polaca eran sobre todo exmiembros del ejército polaco anterior a la guerra, a los que se sumaban otros voluntarios. Otro grupo armado importante era el comunista: Ejército del Pueblo (Armia Ludowa o AL), apoyado por la URSS y liderado por los comunistas del Partido Obrero Unificado. Para 1944 el AK contaba con 380 000 combatientes, aunque carecía de armamento significativo; mientras tanto el AL sumaba 57 000 personas entre sus fuerzas. Durante los cinco años de ocupación, alrededor de 150 000 soldados del Eje murieron por causa de la resistencia local.
El primer hito de la lucha contra los alemanes fue marcado en el Gueto de Varsovia, entre el 19 de abril y el 16 de mayo de 1943, cuando los judíos allí recluidos se rebelaron frente a la segunda deportación masiva hacia el campo de exterminio de Treblinka. Este hecho sería conocido como el levantamiento del Gueto de Varsovia. Un año después ocurriría otro hecho importante conocido como el Alzamiento de Varsovia. En julio de 1944, mientras las fuerzas soviéticas se acercaban a Varsovia, el gobierno polaco en el exilio convocó a la insurrección masiva en la ciudad para liberarla de los alemanes y prevenir la toma por parte de los soviéticos. La AK, liderada por Tadeusz Bór-Komorowski, lanzó la acción el 1º de agosto influida tanto por la propuesta que llegaba desde Londres como por las promesas de ayuda de Aliados y soviéticos.
Sin embargo, Stalin ordenó a los generales del Ejército Rojo no participar de la insurrección, pese a que sus ejércitos se encontraban sólo a treinta kilómetros de la ciudad, y negaron el acceso a sus bases aéreas a británicos y estadounidenses. Desprovistos de la asistencia esperada, los combatientes locales se vieron obligados a firmar una rendición condicional ante los nazis tras 63 días de lucha, que dejó Varsovia semidestruida. Los quince mil soldados restantes del Armia Krajowa recibieron condición de prisioneros de guerra (antes eran fusilados) y 180.000 civiles fueron expulsados de la ciudad en cuestión de semanas.

## Población

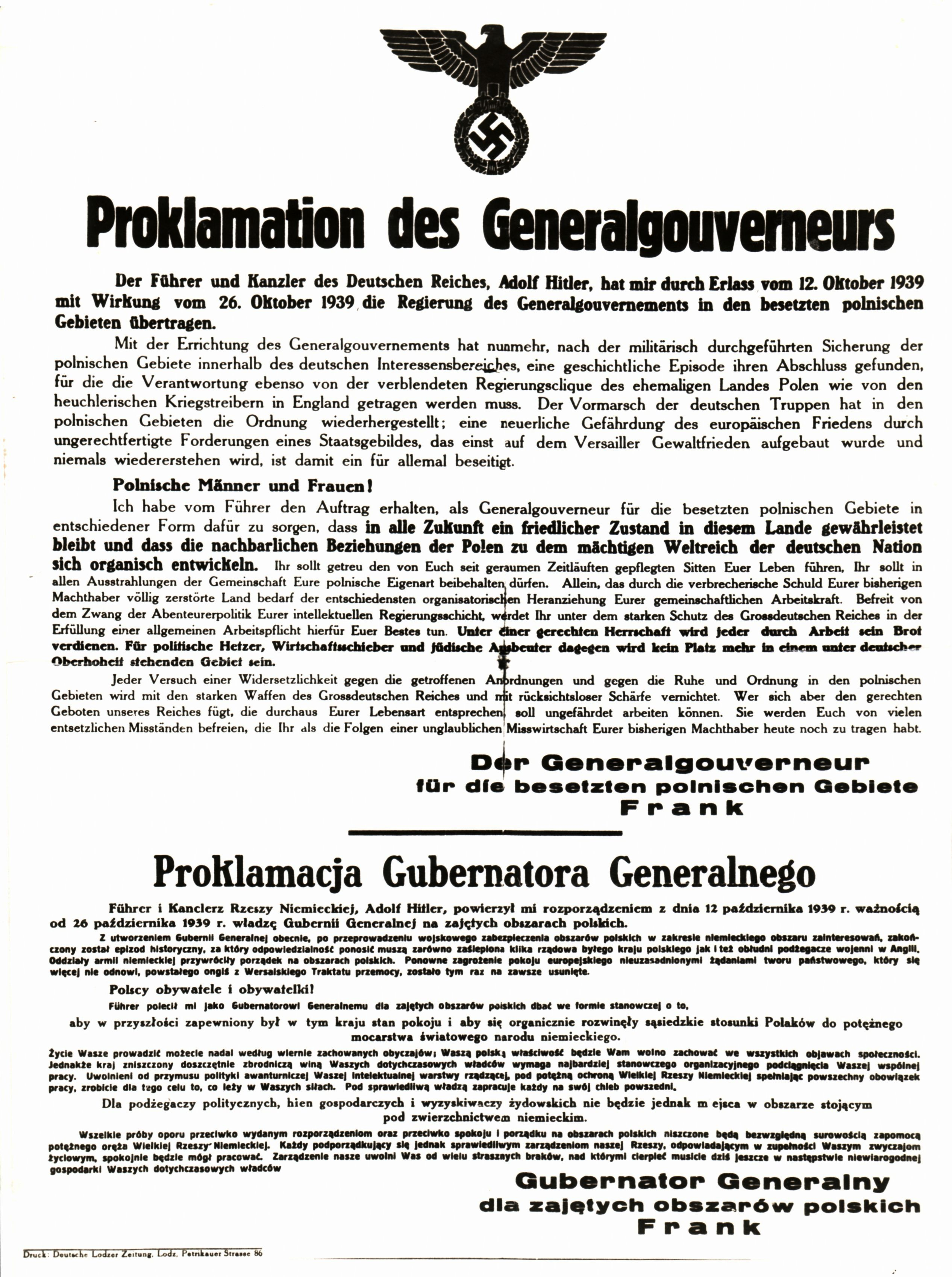
Proclama bilingüe del nuevo Gobernador General, al poco del establecimiento del Gobierno General. La población polaca estaba destinada a ser mera población por debajo y al servicio de los alemanes.

La población polaca en 1938 ascendía a 34 millones y medio de personas, y después de la invasión alemana y la correspondiente anexión de territorios al Reich, la población inicial del GG rondaba los doce millones de individuos. No obstante esa cifra aumentaría luego de que unos 860 000 polacos y judíos fueron expulsados del área polaca anexada por Alemania y «reubicados» forzosamente en el territorio del GG. Al acelerarse la germanización de vastas áreas de Polonia, el ritmo de deportaciones aumentó y pronto el Gobierno General tuvo mayor población, abarcando casi a todos los polacos expulsados por los alemanes.
Sin embargo también existieron hechos que provocaron la reducción de la población invadida, entre ellos una violenta campaña de exterminio nazi contra la intelectualidad polaca y otros grupos que podían ser propensos a cooperar con la resistencia; otra causa de la reducción poblacional fueron las enfermedades y hambrunas reinantes, y el hecho de que alrededor de un millón de polacos fueran deportados a trabajar forzosamente en Alemania, donde muchos morirían.
En 1940 la población fue dividida en diferentes grupos, a los cuales correspondían diferentes derechos, raciones alimenticias, posibilidades de uso del transporte público o de entrada a restaurantes, entre otros. Los grupos eran siete en total y se presentan de menor a mayor respecto de sus privilegios:
- Judíos y Gitanos, el escalafón social más bajo, sujeto al exterminio.
- Polacos, calificados como «pueblo inferior» y utilizados como mano de obra forzada.
- Goralenvolk, polacos de ancestros alemanes residentes en la zona rural de las montañas del sur de Polonia, colaboradores del gobierno nazi.
- Ucranianos, considerados colaboradores del régimen nazi sujetos a ciertos derechos pero también calificados como «pueblo inferior».
- Volksdeutsche (Alemanes nacidos en Polonia),  pertenecientes a la categoría 3 y 4 del Volksliste (lista del pueblo auspiciada por Himmler), de etnia germana pero sin activa militancia nazi.
- Volksdeutsche pertenecientes a la categoría 1 y 2 del Volksliste, identificados plenamente con el nazismo.
- Alemanes del Reich (Reichdeustche), remitidos de Alemania propiamente dicha para colonizar tierras polacas o ejecutar funciones en la administración civil o militar.

Como consecuencia de la guerra, las pésimas condiciones de vida, el exterminio de los judíos polacos, y el asesinato de intelectuales y líderes nacionales, sumado a las expulsiones de los Volksdeutsche tras la derrota nazi en la guerra, en 1945 la población de Polonia se había reducido hasta la cifra de 24 millones de individuos, el equivalente al 70 % de la población en 1939.

## Genocidio
En la conferencia de Wannsee el 20 de enero de 1942, el secretario de estado del GG, el doctor Josef Bühler, convenció a Reinhard Heydrich de implementar la “solución final” en el GG. Bühler sostenía que el principal problema del GG era el mercado negro engrandecido que desestabilizaba el trabajo de las autoridades. La solución para este problema pasaba por resolver la ‘cuestión judía’ en el territorio tan rápido como fuera posible, siendo un punto a favor el desarrollo que los medios de transporte tenían en la zona.
En 1942, los alemanes comenzaron a través de la Operación Reinhard, el exterminio sistemático de la población judía, hoy conocido como el Holocausto que culminaría sobre fines de 1944. En total cuatro campos de exterminio masivos existieron en el territorio del GG.
En total 4 millones de personas murieron entre 1939 y 1944 cuando las fuerzas soviéticas tomaron la zona.
La política de exterminio planteada, y llevada a cabo, designaba que un pequeño número de polacos no judíos, junto a otros eslavos, serían reducidos a la condición de siervos, mientras que el resto de la población sería deportada o exterminada con el fin de que la ‘raza superior’ alemana ocupara el territorio. La concreción de estos planes sucedió con el nombre de Generalplan Ost mediante el cual se designó en 1943 el área de Zamojskie para la ocupación. La expulsión de los habitantes del área sucedió pero los colonos alemanes eran pocos para 1944.
Otra medida llevada a cabo fue la abolición de la educación secundaria y el cierre de las instituciones polacas.